# John Cage
John Milton Cage Jr. (Los Angeles, 5 de setembro de 1912 – Nova Iorque, 12 de agosto de 1992) foi um compositor, teórico musical, escritor e artista dos Estados Unidos. Cage foi um pioneiro da música aleatória, da música eletroacústica, do uso de instrumentos não convencionais, bem como do uso não convencional de instrumentos convencionais, sendo considerado uma das figuras-chave nas vanguardas artísticas do pós-guerra.
Críticos o têm como um dos mais influentes compositores estadunidenses do século XX, principalmente por sua parceria com o coreógrafo Merce Cunningham. A obra mais conhecida de Cage é "4'33"", composto em 1952. Ela não se utiliza de sons deliberados. Os músicos a apresentá-la não tocam nada durante o tempo especificado no título, ficando apenas quietos, por esse tempo, diante do instrumento. O conteúdo da composição não é quatro minutos e trinta e três segundos de silêncio, como se poderia supor, mas sim de sons do ambiente ouvidos pelo público durante a audição.
Estudou com Henry Cowell (1933) e Arnold Schoenberg (1933–1935), ambos conhecidos por suas inovações radicais na música. Entretanto, as maiores influências de Cage vêm da Ásia. Através de seus estudos de filosofia indiana e zen budismo nos anos 40, Cage chegou à ideia de música aleatória, que começou a compor em 1951. O I Ching, texto clássico chinês, tornou-se uma importante ferramenta de composição para Cage pelo resto da vida. Em uma conferência em 1957 sobre música experimental, ele descreveu a música como "um jogo sem propósito, que é uma afirmação da vida - não uma tentativa de trazer a ordem no caos nem sugerir aperfeiçoamentos na criação, mas simplesmente um jeito de acordar para a própria vida que estamos vivendo" (no purposeless play which is an affirmation of life — not an attempt to bring order out of chaos nor to suggest improvements in creation, but simply a way of waking up to the very life we're living).

## Biografia

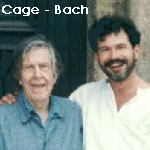

John nasceu em Los Angeles, Califórnia. Foi um investigador incansável. Sua matéria prima é o óbvio, o cotidiano — tudo o que já existe mas que passa despercebido ao sentimento geral — eleva o barulho-ruído ao status de música, fazendo o mesmo com o silêncio. Busca novas estruturas musicais, até descobrir que não precisava delas. Definido por Augusto de Campos como musico-poeta-pintor, John Milton Cage (5 de setembro de 1912 - 12 de agosto de 1992) É o compositor da famosa peça "4'33"", pela qual ficou célebre. Foi um dos primeiros a escrever sobre o que ele chamava de música de acaso (o que outros decidiram rotular de música aleatória) - música em que alguns elementos eram deixados ao acaso, usava processos aleatórios, tal como Cage o fez no plano poético. Também ficou conhecido pelo uso não convencional de instrumentos e pelo seu pioneirismo na música eletrônica. Influenciou muitos artistas de todo o mundo e integrou o movimento Fluxus, que abrigava artistas plásticos e músicos.
Um fato pouco conhecido sobre a vida de John Cage é que ele era interessado sobre os estudos anarquistas (principalmente autores como: Henry David Thoreau e Emma Godman), denominando suas ideias até como " um tecno-anarquismo à la Kostelanetz". Algumas frases de cunho anarquista escritas por Cage estão em  Composition in retrospect: "Sem políticos, sem polícia”; “Não ao governo, apenas educação”; “A anarquia é prática"; “Nós devemos realizar o impossível, nos desfazer do mundo das Nações, introduzindo o jogo da inteligência anárquica no mundo”; “Nós sabemos que o melhor governo é não existir governo”.
Numa viagem ao Brasil em 1968 (plena ditadura militar), John Cage foi chamado por integrantes da extinta CIRA-Brasil (Centre international de recherches sur l'anarchisme ou Seção brasileira do Centro Internacional de Pesquisas sobre o Anarquismo) para dar uma palestra no curso chamado "Alguns Aspectos Históricos do Anarquismo" sobre Thoreau e a desobediência civil. No ano seguinte, após a perseguição dos organizadores e participantes do curso, John Cage foi citado pelos membros da ditadura como oferecedor de curso de caráter subversivo. Mais tarde John Cage irá escrever um livro de caráter poético falando sobre as ideias anarquistas, chamado Anarchy (não encontrado traduzido para o português).

## Aprendizado
Retorna da Califórnia em 1931. Foi um entusiasta do reavivamento da America lendo Leaves of Grass, uma coleção de doze poemas de Walt Whitman. Tomou lições de composição com Richard Buhlig e Henry Cowell na New School for Social Research. Muito tempo depois, Cage teve uma chance e, após deixar a Cornish Scholl, juntou-se à Chicago School of Design. Teve aulas também com Arnold Schoenberg.
John Cage abraça o indeterminismo como uma parte integral do seu processo de composição. Esta técnica leva-o a incluir a participação da audiência no seu trabalho criativo. Destrona o artista como o herói, todo-poderoso da expressão criativa. Propõe uma mudança para a arte participativa, encorajando a interacção entre o artista e o público, em que o último pode estar sossegado, a fazer ruídos, sussurrar, falar ou até a gritar. Um exemplo é a peça "4'33"", de 1952, em que prevê que o público contemple os ruídos que vão acontecendo durante o silêncio da peça. Cria a técnica que chama de "piano preparado", em que distorce os sons do instrumento colocando objetos dentro dele. A sua análise criteriosa sobre as mudanças na relação entre a obra de arte e o espectador, abriu caminho para o conceito de interacção homem-computador, o que influenciou gerações de artistas na área dos média a explorar a interatividade.
John Cage foi uma referência na música, defendendo uma performance colaborativa por parte da audiência e defendendo o indeterminismo quanto à composição e quanto à interpretação. Explorou o silêncio, elevou o ruído ao estatuto de música integrando sons considerados como tal. Foi um dos precursores do happening. Escreveu música em que alguns elementos eram deixados ao acaso sendo assim um representante da música aleatória. Apesar de a sua obra ser um pouco ortodoxa, foi no entanto muito inventiva e teve uma influência profunda na música do século XX.

## Obras

### Imaginary Landscapes
Na Cornish School, em Seattle, Cage iniciou uma série das chamadas Imaginary Landscapes (“paisagens imaginárias”). Um total de cinco peças foram criadas entre 1939 e 1952. Em Imaginary Landscapes nº. 1 (1939) para quatro músicos, estreado em 24 de março de 1939, ao lado de um piano preparado e um prato chinês, podem ser ouvidos dois toca-discos com velocidades variáveis. Os discos eram os discos de medição que eram comuns nos estúdios da época para verificar toca-discos com tons de teste. Os componentes eletrônicos foram encontrados e não foram especialmente compostos. A peça não se destina a ser tocada na sala de concertos, mas sim no rádio.
Imaginary Landscapes No. 3 (1942) foi escrito por John Cage para latas, um gongo mudo, equipamentos eletrônicos e mecânicos, incluindo geradores de frequência de áudio, um toca-discos de velocidade variável para reproduzir gravações de frequência de áudio e ruído de gerador, uma campainha, uma bobina de fio com amplificação e um marimba amplificada.
Em 1951, Cage compôs Imaginary Landscape No. 4 (1951). Doze rádios eram tocadas por duas pessoas cada, girando o transmissor ou o controle de volume, embora não fosse possível determinar qual estação tocaria o quê e em que horário. Aqui John Cage usou os meios de comunicação de massa como instrumentos pela primeira vez

### O acontecimento
No verão de 1952, quando John Cage estava ensinando no Black Mountain College, ele encenou o primeiro acontecimento, Untitled Event, muito antes da palavra existir. Artistas participantes foram Merce Cunningham, Charles Olson, Robert Rauschenberg, Mary Caroline Richards e David Tudor. A partitura de John Cage deu aos artistas envolvidos "os momentos em que eles deveriam se apresentar, pausar ou ficar em silêncio", com a atividade exata sendo com eles. O acontecimento foi inspirado em Le Theatre et son double, de Antonin Artaud. O auditório, o refeitório da faculdade, foi dividido em quatro triângulos alinhados a um centro dentro da sala. Um filme foi exibido em uma parede da sala e slides foram projetados na parede oposta enquanto Cage subia em uma escada e dava uma palestra com passagens silenciosas. Uma segunda escada foi usada alternadamente por Olson e Richards. Robert Rauschenberg, cujas pinturas brancas penduradas no teto ao lado de uma foto de Franz Kline, tocava música em um fonógrafo com o logotipo da Nipper. David Tudor tocou piano e Merce Cunningham e outros dançarinos dançaram ao redor da platéia.

### 4′33″
A peça 4'33" estreou em 29 de agosto de 1952 no Maverick Concert Hall em Woodstock, Nova York. Uma das inspirações para a partitura foram as Pinturas Brancas de Robert Rauschenberg. O título especifica um tempo de execução de 4 minutos e 33 segundos, sendo identificadas as durações dos três movimentos - com a instrução Tacet para os três movimentos, ou seja, não há tons audíveis ao longo da obra, apenas silêncio. Na estreia, o pianista David Tudor indicou os três movimentos fechando e abrindo a tampa do piano. De acordo com a partitura, a duração da peça pode ser escolhida livremente, e somente o título deve dar esse valor exato em minutos e segundos. Embora, a rigor, o título possa variar em função da duração escolhida, prevaleceu a designação 4'33″, valor da estreia. O número de intérpretes e o tipo de instrumentos (não) utilizados também podem ser selecionados livremente. Em quase todas as apresentações há ruídos feitos por ouvintes não familiarizados com a obra como sinal de impaciência. Da mesma forma, são frequentes os aplausos durante a performance por parte de ouvintes familiarizados com a obra. Como resultado, cada performance de 4'33″ “soa” diferente.

### One¹¹
Pouco antes de sua morte, Cage completou seu único filme, One11 (1992). O filme de 90 minutos, totalmente em preto e branco, não tem tema cinematográfico, narrativo ou musical, além da luz. Uma orquestra composta por 103 músicos executa a obra orquestral 103 (1991), a imagética limita-se a projeções de holofotes. A natureza dos efeitos de iluminação, os movimentos de câmera e os detalhes do processo de edição são baseados na metodologia de operações aleatórias de Cage. Em vez de um enredo, o filme mostra o movimento quase elegíaco da luz, cujos contornos se deslocam lentamente diante da câmera.

### Peças de Número
Nos últimos seis anos de sua vida (1986-1992), Cage compôs uma série das chamadas peças numéricas. Ao todo são 52 composições, para um ou para 108 músicos. As peças são nomeadas apenas pelo número de músicos que irão tocar. Se houver várias peças com um certo número de intérpretes, isso é indicado por números sobrescritos. Four² é, portanto, a segunda peça para quatro músicos.
Cage escreveu a maioria das peças numéricas para instrumentos tradicionais. As exceções são peças para o shō, um órgão de boca japonês e para chifres de caracol. Inovações instrumentais o interessavam muito, como o arco redondo para violoncelo de Michael Bach.
Na maioria das composições desta série, Cage usa o que ele chama de “colchetes de tempo” para indicar períodos de tempo flexíveis em que os sons devem começar e terminar.